# St. Elisabeth (Bergkamen)

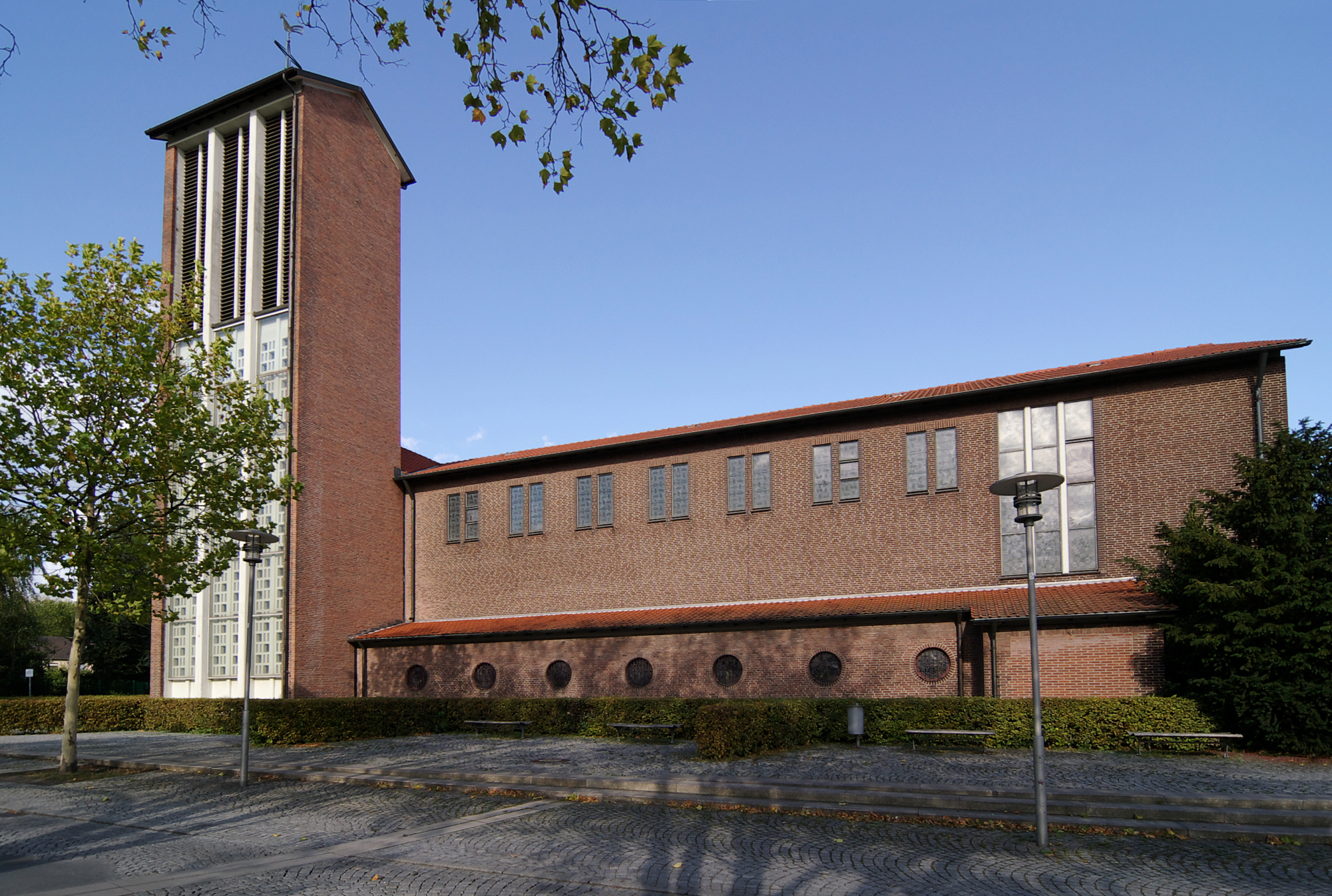
Pfarrkirche St. Elisabeth

Die katholische Pfarrkirche St. Elisabeth ist ein ortsbildprägendes Kirchengebäude in Bergkamen, im Kreis Unna (Nordrhein-Westfalen).

## Geschichte und Architektur
Die Gemeinde wurde am 7. Oktober 1903 mit der Einführung eines Seelsorgers selbstständig, im damaligen Sprachgebrauch Verwalter der Missionsvikarie genannt wurde. Die Vikarie gehörte zur Pfarrei Kamen und hatte keine eigene Vermögensverwaltung. Bis 1907 diente ein Saal in einer Gastwirtschaft in der Töddinghauser Straße als Notkirche. Die Glocke hing mehrere Hundert Meter weiter an einem Gestell bei der alten Schule. Die Gemeinde wurde 1910 zur Filialkirchengemeinde mit eigener Vermögensverwaltung erhoben. Der Vikar wurde zum Pfarrvikar ernannt. Die Filialkirchengemeinde wurde 1921 zur eigenständigen Pfarrgemeinde umgewandelt. Die Bildung des Pastoralverbundes Bergkamen erfolgte am 1. September 2011.

### Vorgängerkirche
Die erste Kirche wurde 1907 nach Plänen von Diözesanbaumeister Arnold Güldenpfennig errichtet. Sie wurde bis zum Beginn des Ersten Weltkrieges fast komplett eingerichtet. Es wurden 1910 eine Kommunionbank und 1912 die Bänke in den Seitenschiffen angeschafft. 1913 wurden der Hochaltar, der Taufstein und die Mensa aufgestellt, die Kanzel wurde 1914 eingebaut. Das Gebäude wurde im Zweiten Weltkrieg zerstört. Bis 1958 wurde in einer Notkirche am Wiehagen Gottesdienst gefeiert.

### Heutige Kirche
Das Gebäude wurde von 1956 bis 1957 nach Plänen von Otto Weicken, Unna, errichtet und 1958 konsekriert. Der rote Klinkerbau ist durch Lochfenster gegliedert und mit flach geneigten Dächern gedeckt. In der Mitte der Giebelseite ist eine zurückgesetzte weiße Fläche mit einer Fensterrosette sichtbar, davor sind vertikale Stützen frei aufgestellt.
Der Altarraum liegt sieben Stufen höher als das längliche Schiff, das an den Seiten von niedrigen Seitengängen begleitet wird. Die Gänge enden in der Altarzone jeweils als rechteckige Kapellen, deren Außenwände mit eingestellten Stützen den Altarraum belichten. In den Innenraum wurde eine flache Holzdecke eingezogen. Der Turm steigt über der linken Kapelle auf, die Fenster in den Seitengängen, die durch Rundpfeiler abgetrennt sind, wurden nach Entwürfen von Wilhelm Rengshausen, Lünen, gestaltet; die Verglasungen der Rechteckfenster im Obergaden sind Arbeiten von Wilhelm Buschulte, Unna.

#### Ausstattung
- Der Altar, der Ambo und die Sakramentsstele wurden 1968 durch Josef Baron erneuert.
- Durch den traditionellen Orgelprospekt, ein Hängekreuz und mehrere Details wurde der Eindruck der früheren Sachlichkeit verändert.
- Eine Orgel mit 39 Registern und 2.891 Pfeifen wurde 1993 von der Firma Sauer aufgebaut.
- Das Geläut besteht aus vier Stahlglocken, die vom Bochumer Verein gegossen wurden; 1957 die Friedensglocke, die Gedächtnisglocke und die Marienglocke und 1960 die Barbaraglocke.[2]